# Medgyesegyháza
Medgyesegyháza là một thành phố thuộc hạt Békés, Hungary. Thành phố này có diện tích 64,29 km², dân số năm 2010 là 3781 người, mật độ 59 người/km².